# Спалирис
Спалирис — правитель в Арахосии в I веке до н. э.

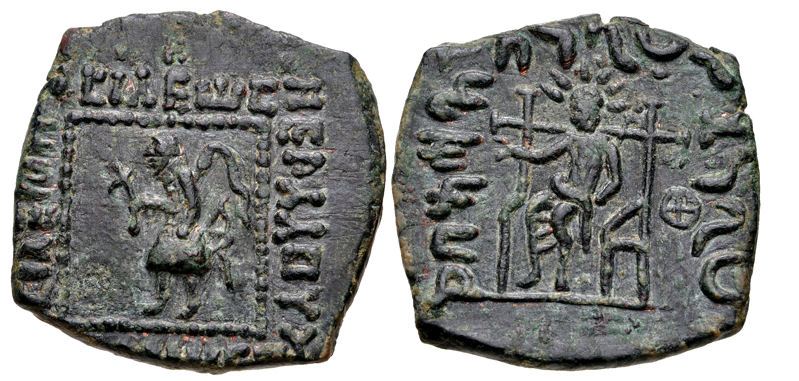
Монета Спалириса

## Биография
По гипотезе А. Гутшмида и У. Тарна, в китайских хрониках Спалирис известен под именем Утолао. Как отметил востоковед С. В. Кулланда, основой скифского имени Спалириса является иранское «spada» («войско»), с заменой звука d на l. Я. Харматта перевёл этот термин как «командующий войском». Р. Н. Фрай считал Спалириса парфянином, хотя и отметил, что это имя, скорее всего, сакское. Этот американский исследователь предположил, что между правителями, владевших землями от Систана до Пенджаба, широко практиковались династические браки.
О Спалирисе известно из нумизматического материала различных вариантов чеканки. По замечанию учёных В. М. Массона и В. А. Ромодина, это может свидетельствовать о постепенном упрочнении положения Спалириса. Так, на одних монетах он, как и Спалахор (некоторые исследователи, например, Уайтхед, А. Наррайн отождествляет их), называл себя «братом царя». Однако, в отличие от монет со Спалахором, имя царя здесь не указано. Поэтому либо имеется в виду Вонон (по мнению Н. Дибвойза, Спалирис был преемником Вонона), либо это выражение следует понимать лишь как почётный титул. На других монетах Спалирис имеет звание «великого царя». На реверсе с тем же определением упоминается Азес: возможно, речь идёт об Азесе I, что свидетельствует о намерении Спалириса через формальное признание политических прав Азеса избежать нападения с его стороны. Также Спалирис именует себя «великим царём царей». По замечанию авторов Ираники, Спалирис вначале выпускал монеты как подчинённый Вонона, затем как единоличный правитель и, наконец, совместно с Азесом. У. Тарн считал Спалириса преемником Спалагадама. При этом монеты Спалириса встречаются очень редко, что может быть обусловлено непродолжительностью его правления.
По версии Н. Дибвойза, на троне Спалириса сменил его сын Азес II.